# 25. prosinca
25. prosinca (25. 12.) 359. je dan godine po gregorijanskom kalendaru (360. u prijestupnoj godini).
Do kraja godine ima još 6 dana.

## Događaji
- 1. – Po tradicionalnom vjerovanju je Isus Krist rođen u štalici u Betlehemu.
- 800. – Karlo Veliki je u Rimu okrunjen za cara Svetog Rimskog Carstva.
- 1348. – U Splitu izbila velika epidemija kuge koja je kako opisuje splitski kroničar Kutej "mahom ubijala muškarce i žene, stare i malene".
- 1741. – Švedski fizičar Anders Celsius objavio pronalazak ljestvice od 100 stupnjeva za mjerenje temperature.
- 1818. – Austrija: prvi put izvedena skladba "Tiha noć".
- 1914. – Prvi svjetski rat: "Božićno primirje" - vojnici Njemačke i Velike Britanije na zapadnom frontu su kratkotrajno prekinuli sukob kako bi se susreli se na "ničijoj zemlji".
- 1926. – Japanski regent, princ Hirohito, naslijedio prijestolje Japana poslije smrti oca, cara Jošihita.
- 1932. – Potres u Gansuu u Kini ubija oko 70.000 ljudi.
- 1979. – Sovjetske trupe ušle u Afganistan, u prvoj vojnoj intervenciji SSSR-a izvan Varšavskog pakta, da bi podržale vladu Babraka Karmala. U ratu, iz kojeg se povukao poslije 10 godina, SSSR je izgubio 27.000 vojnika.
- 1989. – Nakon krvave revolucije, pogubljen rumunjski diktator Nicolae Ceauşescu.
- 1991. – Mihail Gorbačov podnio ostavku na mjestu predsjednika SSSR-a.
- 2003. – Europska sonda Beagle 2 izgubljena je prilikom slijetanja na Mars.
- 2003. – U zrakoplovnoj nesreći u zrakoplovnoj luci u Beninu poginulo 138 putnika, a 22 osobe su preživjele.
- 2004. – NASA-ina sonda Huygens se odvojila od Cassinija i krenula na Saturnov mjesec Titan.

| - 1811. – Wilhelm Emmanuel Freiherr von Ketteler, njemački biskup († 1877.) - 1876. – Muhammad Ali Jinnah, pakistanski političar († 1948.) - 1883. – Fran Lhotka, skladatelj i dirigent češkog porijekla († 1962.) - 1885. – Albert Betz, njemački inženjer († 1968.) - 1899. – Humphrey Bogart, američki glumac († 1957.) - 1916. – Ahmed Ben Bella, alžirski političar i državnik († 2012.) - 1918. – Anwar el-Sadat, egipatski državnik († 1981.) - 1923. – René Girard, francuski povjesničar, pisac i filozof († 2015.) - 1927. – Ram Narayan, indijski glazbenik († 2024.) - 1944. – Jairzinho, brazilski nogometaš i trener - 1967. – Boris Novković, hrvatski pjevač - 1971. – Dido, britanska pjevačica - 1976. – Armin van Buuren, nizozemski trance DJ - 1980. – Blaženko Lacković, hrvatski rukometaš - 1993. – Stole Dimitrievski, sjevernomakedonski nogometaš | - 1902. – Dragutin Antun Parčić, hrvatski jezikoslovac (* 1832.) - 1904. – Dinko Vitezić, hrvatski književnik (* 1822.) - 1938. – Karel Čapek, češki književnik (* 1890.) - 1963. – Tristan Tzara, rumunjski književnik (* 1896.) - 1963. – Josip Gostić, operni pjevač (* 1900.) - 1977. – Charles Chaplin, američki glumac, redatelj i scenarist (* 1889.) - 1995. – Dean Martin, američki glumac (* 1917.) - 2005. – Birgit Nilsson, švedska operna pjevačica (* 1918.) - 2006. – James Brown, američki pjevač i glazbenik (* 1933.) - 2008. – Eartha Kitt, američka glumica, pjevačica te zvijezda kabareta (* 1927.) - 2009. – Radovan Ivšić, hrvatski pjesnik, pisac, dramatik, prevoditelj, esejist i nadrealist (* 1921.) - 2016. – George Michael, britanski pjevač i glazbenik (* 1963.) |

## Blagdani i spomendani
- Božić, rođenje Isusa Krista (po gregorijanskom kalendaru)

## Imendani
- Anastazija
- Božidar
- Božo
- Božena
- Božica